# Oktoberfoor (Luik)

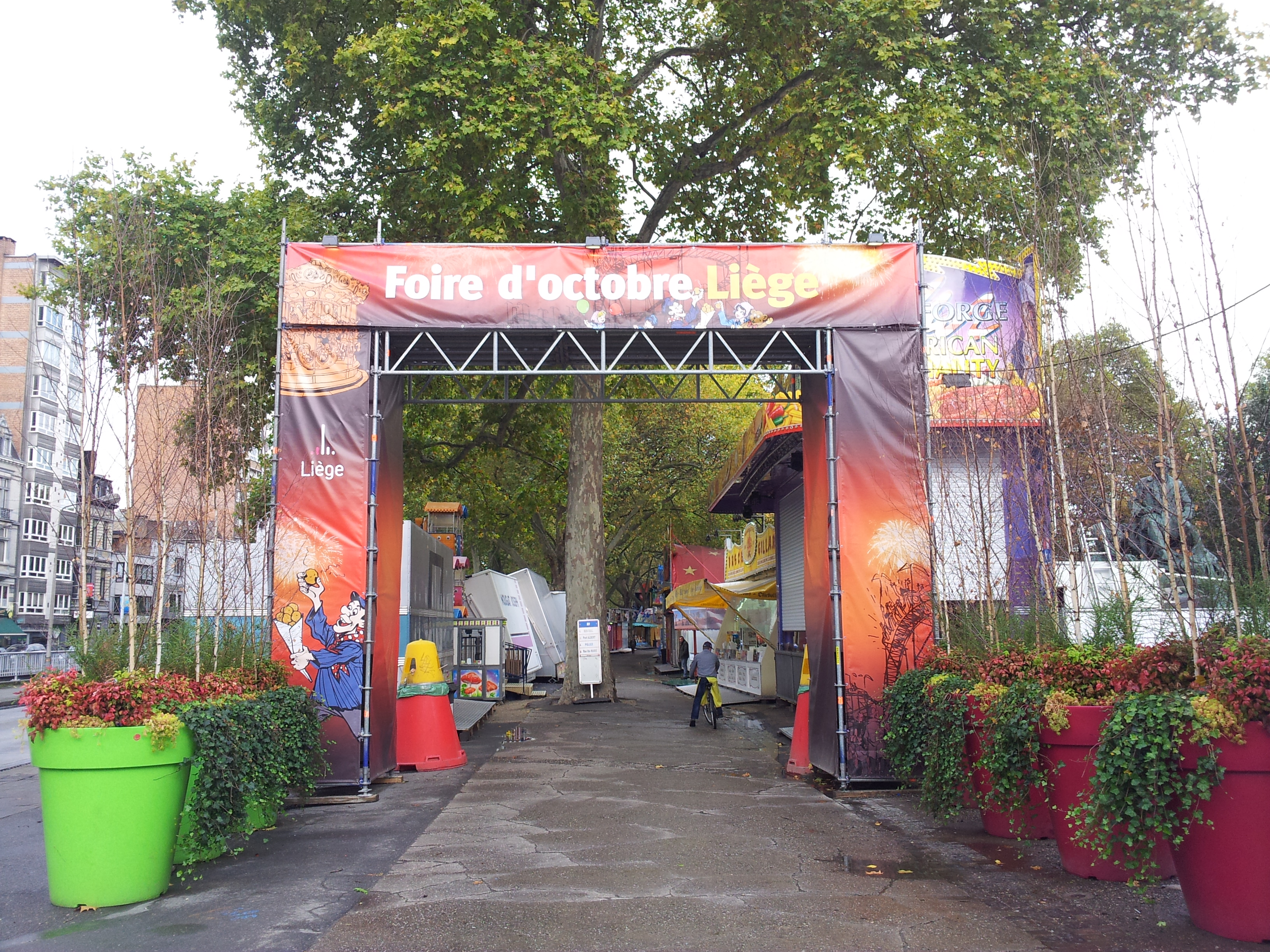
De Boulevard d'Avroy tijdens de oktoberfoor (2014)

De Oktoberfoor (Frans: Foire d'Octobre of Foire de Liège), is een jaarlijks terugkerende kermis in Luik. De kermis bevindt zich vooral rond de Boulevard d'Avroy en Avenue Rogier. Het is, met ruim 160 attracties, de grootste kermis in België, goed voor jaarlijks 1 miljoen bezoekers en meer dan 160 attracties verspreid over een parcours van 2 kilometer.

## Geschiedenis
Net zoals de andere gelijkaardige Belgische kermissen, kent de Oktoberfoor zijn oorsprong in een middeleeuwse jaarmarkt. De geschiedenis zou teruggaan tot 1594, en het zou oorspronkelijk georganiseerd zijn in november. Sinds 1871 wordt het in oktober georganiseerd.